# Онучин, Александр Николаевич
Онучин Александр Николаевич (р. 18 июня 1962) — историк, генеалог, юрист, адвокат. Окончил исторический факультет Челябинского государственного университета(1984) и юридический факультет Уральской академии государственной службы (1999).
Работал подрезчиком холодных труб в цехе номер 5 Челябинского трубопрокатного завода. Основатель и первый президент Межрегиональной Ассоциации генеалогов-любителей (4 января 1992). Автор герба Усольского района Пермского края. Кавалер ордена Святой Анны III степени (2010), ордена Святого Станислава II степени (2015).

## Основные труды
- Род Строгановых. Пермь, 1990
- Министры внутренних дел. Биографический справочник. — Пермь, 1992.
- Онучин А.Н. Твое родословное древо. Практическое пособие по составлению родословной. — Пермь: Издательство Ассоциации генеалогов-любителей, 1992. — 40 с. — ISBN 5-89984-001-3.
- Род дворян Лазаревых, князей Абамелек и Абамелек-Лазаревых. Пермь, 1996
- Именитые люди, бароны и графы Строгановы. Пермь, 1996.